# Vogue (canção de Ayumi Hamasaki)
"vogue" é o décimo quarto single da cantora Ayumi Hamasaki lançado dia 26 de abril de 2000 e o primeiro da Trilogia Hamasaki de singles lançado do seu álbum Duty, junto com  Far away e SEASONS. A canção foi utilizada como tema para os comerciais "Kose Visee" e da novela "Tenki Yohou no Koibito". O single estreou na 3ª posição na parada musical Oricon e ficou por 17 semanas na parada de single, vendendo 767.660 cópias. Foi certificado 3x platina pela RIAJ.

## Faixas
| N.º            | Título                                         | Duração |  |
| 1.             | "vogue ''Original Mix"                         | 4:29    |  |
| 2.             | "vogue ''HΛL'S MIX 2000"                       | 4:42    |  |
| 3.             | "too late "Soul Solution Remix -Extended Vox-" | 7:25    |  |
| 4.             | "vogue "Dub's mellowtech Remixn"               | 6:51    |  |
| 5.             | "vogue "Groove That Soul Mix"                  | 5:43    |  |
| 6.             | "vogue "400BPM Fatback Mix"                    | 5:18    |  |
| 7.             | "WHATEVER "FPM's WINTER BOSSA"                 | 6:53    |  |
| 8.             | "vogue "pandart sasanoooha Mix"                | 5:25    |  |
| 9.             | "vogue "Original Mix-Instrumental-"            | 4:28    |  |
| 10.            | "ever free"                                    | 3:51    |  |
| Duração total: | Duração total:                                 | 55:05   |  |

### Oricon & Vendas
| Parada                | Posição | Total de Vendas | Semanas |
| --------------------- | ------- | --------------- | ------- |
| Oricon Parada Diária  | 1       | 767.660         | 17      |
| Oricon Parada Semanal | 3       | 767.660         | 17      |
| Oricon Parada Anual   | 23      | 767.660         | 17      |